# Sebastian Faulks
Sebastian Faulks (Donnington, 20 aprile 1953) è uno scrittore e giornalista britannico.
Si tratta di uno degli scrittori britannici di maggior successo, specializzato in romanzi storici.

## Biografia
Nasce a Donnington, nel Berkshire.
Studente modello al Wellington College, nel 1970 vinse un concorso di scrittura all'Emmanuel College di Cambridge, dove si laurea nel 1974.
Dopo la laurea, intraprende la carriera giornalistica e lavora per il Daily Telegraph, il Sunday Mirror e, in qualità di direttore letterario, all'Independent.
Nel 1984 pubblica il suo primo romanzo: A Trick of the Light.
Il successo mondiale arriva con tre romanzi storici (la trilogia francese): La ragazza del Lion d'Or, Il Canto del Cielo,  e La guerra di Charlotte.
Nel 1995 ha vinto il British Book Awards come autore dell'anno.
Nel 2007 gli eredi di Ian Fleming lo scelgono come autore del romanzo che celebra il centenario della nascita dell'inventore di James Bond. Nel 2008 porta a compimento l'incarico con l'uscita di Non c'è tempo per morire.

## Le opere

### I romanzi
- A Trick of the Light  (1984)
- La ragazza del Lion d'Or (The Girl at the Lion D'or, 1989, pubblicato in Italia nel 1996)
- A Fool's Alphabet (1992)
- Il canto del cielo (Birdsong, 1993, pubblicato in Italia nel 1996)
- La guerra di Charlotte (Charlotte Gray, 1998)
- On Green Dolphin Street (2001)
- Human Traces (2005)
- Engleby (2007)
- Non c'è tempo per morire (Devil May Care, 2008)
- A Week In December (2009)
- Dove batteva il mio cuore (Where my Heart Used to Beat, 2015, pubblicato in Italia nel 2016)

### Altre opere
- Faulks on Fiction: Great British Characters and the Secret Life of the Novel (2011)